# Asiracina punctovenosa
Asiracina punctovenosa är en insektsart som beskrevs av Melichar 1912. Asiracina punctovenosa ingår i släktet Asiracina och familjen sporrstritar. Inga underarter finns listade i Catalogue of Life.